# Oskar Piloty

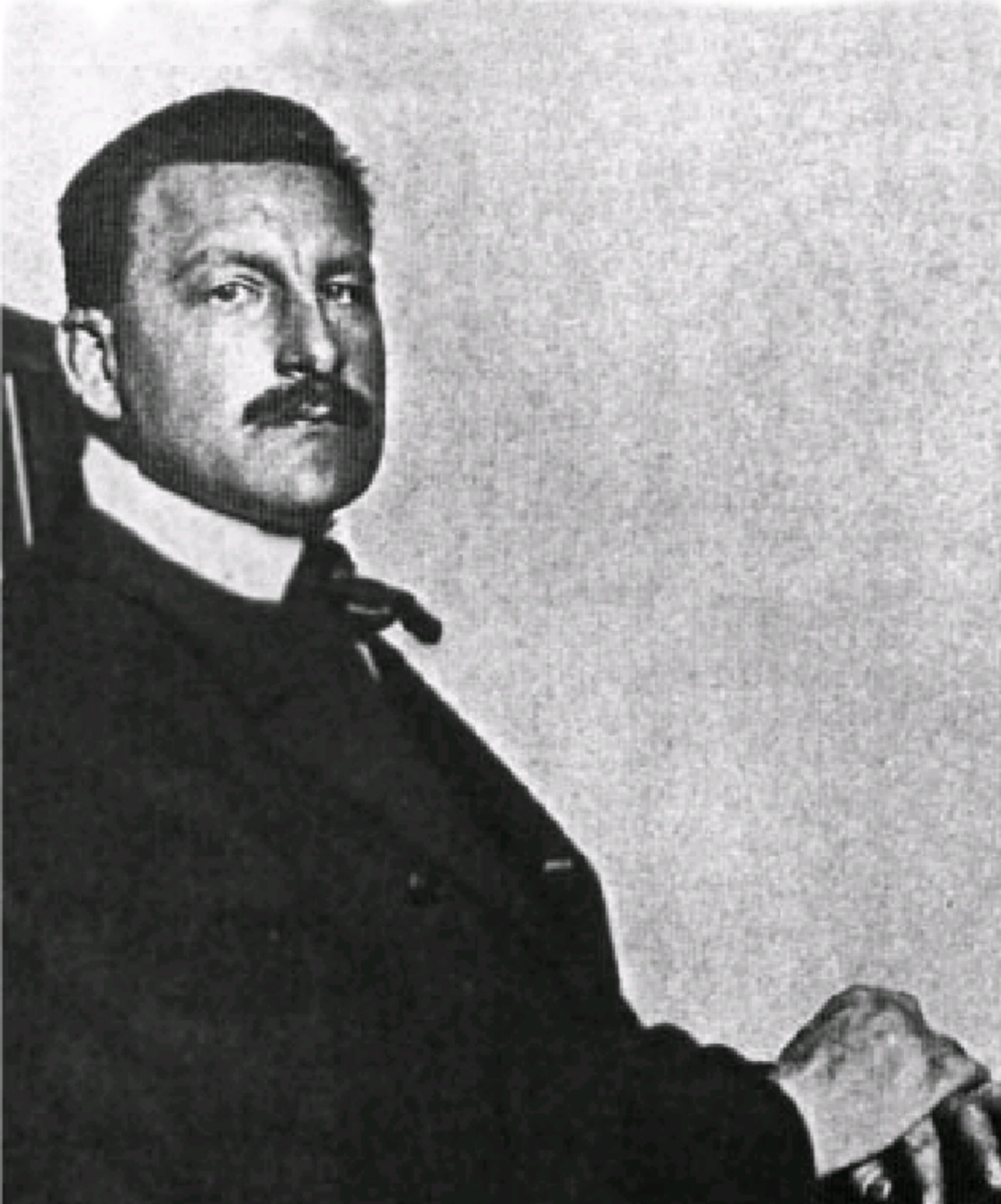

Oskar Piloty (* 30. April 1866 in München; † 6. Oktober 1915 bei Sommepy, Département Marne) war ein deutscher Chemiker.
Piloty entstammte einer Künstlerfamilie, sein Vater war der Maler Carl Theodor von Piloty. Der Bruder Robert Piloty war Juraprofessor an der Universität Würzburg. Oskar Piloty studierte in München Chemie bei Adolf von Baeyer und promovierte bei Emil Fischer in Würzburg, dem er anschließend nach Berlin folgte. 1899 wurde er Professor für Anorganische Chemie in München und damit Kollege seines Schwiegervaters Adolf von Baeyer. Nachdem einer seiner Söhne im Ersten Weltkrieg gefallen war, meldete er sich freiwillig an die Front und fiel 1915 in der Champagne.
Das Arbeitsgebiet Pilotys war zunächst die Kohlenhydratchemie (Zucker-Chemie), später die Chemie der natürlichen Pyrrolderivate. Nach ihm benannt ist die Pilotysche Säure (N-Hydroxy-benzolsulfonamid).
Piloty stand dem George-Kreis nahe und war mit dem Schriftsteller und Übersetzer Karl Wolfskehl befreundet. Beide waren eifrige Büchersammler. Die Sammlung von Piloty wurde 1918 im Münchner Antiquariat von Emil Hirsch (Antiquar) öffentlich versteigert.
Er heiratete 1892 in München Eugenie von Baeyer (1869–1952), eine Tochter seines akademischen Lehrers Adolf von Baeyer. Das Paar hatte fünf Kinder, darunter der Ingenieur Hans Piloty (1894–1969).